# Daniel Lach
Daniel Eryk Lach – polski prawnik, doktor habilitowany nauk prawnych, specjalista w zakresie prawa socjalnego, systemu opieki zdrowotnej w Polsce oraz prawa pracy, profesor nadzwyczajny Uniwersytetu im. Adama Mickiewicza w Poznaniu.

## Życiorys
Studia prawnicze ukończył na Wydziale Prawa i Administracji UAM. Uzyskał także tytuł LLM.
W 2004 otrzymał stopień doktorski na podstawie pracy pt. "Charakter prawny powszechnego ubezpieczenia zdrowotnego” (promotorem był Włodzimierz Piotrowski). Habilitował się w 2012 na podstawie oceny dorobku naukowego i rozprawy "Zasada równego dostępu do świadczeń opieki zdrowotnej". Pracuje jako profesor nadzwyczajny w Katedrze Prawa Pracy i Prawa Socjalnego na Wydziale Prawa i Administracji UAM. Członek Biura Studiów i Analiz Sądu Najwyższego. 

## Wybrane publikacje
- Prawo pracy (współautor, pod red. Z. Niedbały), wyd. 2005, ISBN 978-83-7334-815-8
- Ustawa o ubezpieczeniu społecznym z tytułu wypadków przy pracy i chorób zawodowych. Komentarz (współautor wraz z S. Samolem i K. Ślebzakiem), wyd. 2010, ISBN 978-83-264-0106-0
- Ustawa o systemie ubezpieczeń społecznych. Komentarz (współautor, pod red. B. Gudowskiej, J. Strusińskiej-Żukowskiej), wyd. 2011, ISBN 978-83-255-2171-4
- Zasada równego dostępu do świadczeń opieki zdrowotnej, wyd. 2011, ISBN 978-83-264-1295-0
- Społeczne ubezpieczenia wypadkowe i chorobowe. Komentarz (współautor, pod red. M. Gersdorf i B. Gudowskiej), wyd. 2012, ISBN 978-83-255-3889-7
- Emerytury i renty z Funduszu Ubezpieczeń Społecznych. Emerytury pomostowe. Komentarz (współautor, pod red. B. Gudowskiej i K. Ślebzaka), wyd. 2013, ISBN 978-83-255-4812-4
- ponadto glosy do orzeczeń sądów, rozdziały w pracach zbiorowych i artykuły publikowane w czasopismach prawniczych, m.in. w "Państwie i Prawie", "Ruchu Prawniczym, Ekonomicznym i Socjologicznym" oraz "Pracy i Zabezpieczeniu Społecznym"[1]